# Morchella rufobrunnea
Espèce
Morchella rufobrunnea est une espèce de champignons comestibles, du genre Morchella de la famille des Morchellaceae dans l'ordre des 'Pezizales.

## Taxonomie

### Nom binomial
Morchella rufobrunnea

## Description du Sporophore
Hyménophore
Alvéoles
Stipe
Odeur

## Habitat
Mexique, Californie, France

## Comestibilité
Excellent comestible